# Pimelea argentea
Pimelea argentea är en tibastväxtart som beskrevs av Robert Brown. Pimelea argentea ingår i släktet Pimelea och familjen tibastväxter. Inga underarter finns listade i Catalogue of Life.